# Korthalsia merrillii
Korthalsia merrillii är en enhjärtbladig växtart som beskrevs av Odoardo Beccari. Korthalsia merrillii ingår i släktet Korthalsia och familjen Arecaceae. Inga underarter finns listade i Catalogue of Life.